# 999: Nine Hours, Nine Persons, Nine Doors
999: Nine Hours, Nine Persons, Nine Doors (極限脱出 9時間9人9の扉 Kyokugen Dasshutsu Ku Jikan Ku Nin Kyū no Tobira?, bokstavligen "Extrem flykt: 9 timmar, 9 personer, 9 dörrar"), senare återutgivet som Zero Escape: Nine Hours, Nine Persons, Nine Doors, är ett visuell roman-äventyrsspel i genrerna hård science fiction och thriller.
Det utvecklades av Chunsoft till Nintendo DS och gavs ut av Spike den 10 december 2009 i Japan, och av Aksys Games den 16 november 2010 i Nordamerika. Spelets designteam leddes av Kotaro Uchikoshi, som tidigare har skrivit visuell roman-serien Infinity. 999: The Novel, en IOS-version av spelet med högre upplösning på bilderna, men utan några pussel, släpptes den 29 maj 2013 i Japan, och den 17 mars 2014 internationellt på engelska.
999 är det första spelet i Zero Escape-serien, och följs av Zero Escape: Virtue's Last Reward.

## Synopsis

### Figurer
999 kretsar kring nio figurer som introduceras i början av spelet. De finner sig på ett skepp, och har alla fått varsitt armband med en siffra på, och väljer att använda kodnamn baserade på deras siffra:
1. Ace ("Äss") - En 50-årig gentleman som enligt Junpei påmminer om ett lejon. Hans riktiga namn är Gentarou Hongou.
2. Snake ("Orm") - En 24-årig blind man som klär sig likt en prins. Han är Clovers bror.
3. Santa (en ordlek med "santa", engelska för "jultomten", och "san", japanska för "tre") - En 24-årig vithårig man..
4. Clover ("Klöver") - En 18-årig kvinna med rosa hår. Hon är Snakes syster.
5. Junpei - En 21-årig college-student, och spelets huvudperson. Han har inget kodnamn.
6. June ("Juni") - En 21-årig kvinna som är Junpeis barndomsvän. Hennes verkliga namn är Akane Kurashiki.
7. Seven ("Sju") - En 45-årig storvuxen man som, till skillnad från de övriga, inte har något minne av vem han är eller hur han hamnade på skeppet.
8. Lotus - En 40-årig kvinna klädd som en magdansös. Hennes riktiga namn är Hazuki Kashiwabara.
9. The 9th Man ("Den nionde mannen") - En nervös man klädd i slips och med rufsigt hår. Han har inget kodnamn, utan beskrivs bara som den nionde mannen. Hans verkliga namn är Teruaki Kubota.

### Handling
I spelet har nio personer blivit kidnappade av en mystisk person som går under kodnamnet "Zero", och blir tagna till ett skepp som verkar vara en replika av RMS Titanic. De blir informerade om att de har nio timmar på sig att fly innan skeppet skjunker till havets botten. Zero berättar även att han är värd för ett spel kallat "Nonary Game" ("Nio-spelet"), i vilket deltagarna riskerar sina liv för att lyckas fly från skeppet. Gruppen tvingas dela in sig i mindre grupper för att utforska numrerade dörrar, bakom vilka Zero har placerat ut pussel och gåtor som måste lösas för att det ska gå att ta sig vidare. Zero lovar dem att det finns en dörr markerad med siffran 9, som leder till en flyktväg. Spelarna måste arbeta tillsammans för att ta sig vidare genom skeppet, och för att avslöja Zeros identitet och hans motiv för att ha skapat Nonary Game.
Handlingen har 6 olika slut, vilket man får beror på vilka val man gör under spelets gång.

## Musik
Musiken i 999 komponerades av Shinji Hosoe, och musikstilarna är främst electronica, industrial, och ambient. För mer känslosamma scener används mer melodisk musik. Soundtracket släpptes på CD som Kyokugen Dasshutsu 9 Jikan 9 Nin 9 no Tobira Soundtrack den 23 september 2009.

### Kyokugen Dasshutsu 9 Jikan 9 Nin 9 no Tobira Soundtrack
| 1.           | 9hours, 9persons, 9doors | 2:04  |
| 2.           | Unary Game               | 2:17  |
| 3.           | Extreme Extrication      | 3:34  |
| 4.           | Binary Game              | 3:23  |
| 5.           | Riddle and Puzzle        | 4:51  |
| 6.           | Ternary Game             | 5:13  |
| 7.           | Foreboding               | 3:15  |
| 8.           | Quaternary Game          | 4:13  |
| 9.           | Recollection             | 4:01  |
| 10.          | Quinary Game             | 5:29  |
| 11.          | Trepidation              | 4:51  |
| 12.          | Senary Game              | 4:43  |
| 13.          | Quietus                  | 4:23  |
| Total längd: | Total längd:             | 52:17 |

| 1.           | Imaginary            | 3:06  |
| 2.           | Septenary Game       | 5:01  |
| 3.           | Tranquility          | 3:14  |
| 4.           | Tinderbox            | 3:22  |
| 5.           | Eternitybox          | 5:01  |
| 6.           | Who is Zero?         | 4:11  |
| 7.           | Octal Game           | 4:40  |
| 8.           | Nonary Game          | 4:36  |
| 9.           | Chill and Rigor      | 4:29  |
| 10.          | Digital Root         | 4:51  |
| 11.          | Morphogenetic Sorrow | 4:55  |
| 12.          | 9years               | 5:06  |
| Total längd: | Total längd:         | 52:32 |

## Mottagande
| Mottagande      | Mottagande    |
| Samlingsbetyg   | Samlingsbetyg |
| Tjänst          | Betyg         |
| --------------- | ------------- |
| Gamerankings    | 82.41%        |
| GameStats       | 9.0 / 10      |
| Metacritic      | 82 / 100      |
| Recensionsbetyg |               |
| Publikation     | Betyg         |
| Edge            | 6 / 10        |
| Eurogamer       | 7 / 10        |
| Gamespot        | 8.5 / 10      |
| Gamesradar      | 9 / 10        |
| GamesTM         | 8 / 10        |
| IGN             | 9 / 10        |
| Nintendo Power  | 9 / 10        |